# Shannon Boxx
Shannon Leigh Boxx (nascuda el 29 de juny de 1977 a Fontana, Califòrnia) és una futbolista nord-americana. Juga com a migcampista i ha format part de la seva selecció nacional, guanyant la medalla d'or en els Jocs Olímpics de 2004.